# 812
812 (DCCCXII) fue un año bisiesto comenzado en jueves del calendario juliano, en vigor en aquella fecha.

## Acontecimientos

### En Europa

#### Imperio Carolingio
- Tratado de Aquisgrán. El emperador bizantino Miguel I reconoce a Carlomagno emperador de Occidente a cambio de recibir Venecia, Istria y Dalmacia.
- Venecia se rebela en octubre a Carlomagno y reclama tierra griega a los Bizantinos.
- Segunda batalla de Roncesvalles entre francos y vascones.

#### Bizancio
- España y los Bizantinos hacen la paz después de un año de guerra.
- La que se podría llamar Primer Liga Lombarda formada por Venecia, Istria y Dalmacia se enfrenta a Bizancio y Carlomagno que se alían en su contra. La Liga Lombarda es derrotada e Istria es nuevamente bizantina mientras que Dalmacia es dividida en dos. La alianza imperial no se rompería hasta el año 1100 durante las cruzadas.

## Nacimientos
- 12 de abril: Muhammad al-Taqi, imán Shi'a

## Fallecimientos
- 11 de enero: Estauracio, emperador bizantino
- Du You, Canciller chino de la dinastía Tang (n. 735)
- Belasco, Conde de Pamplona.